# 罗马禁卫军

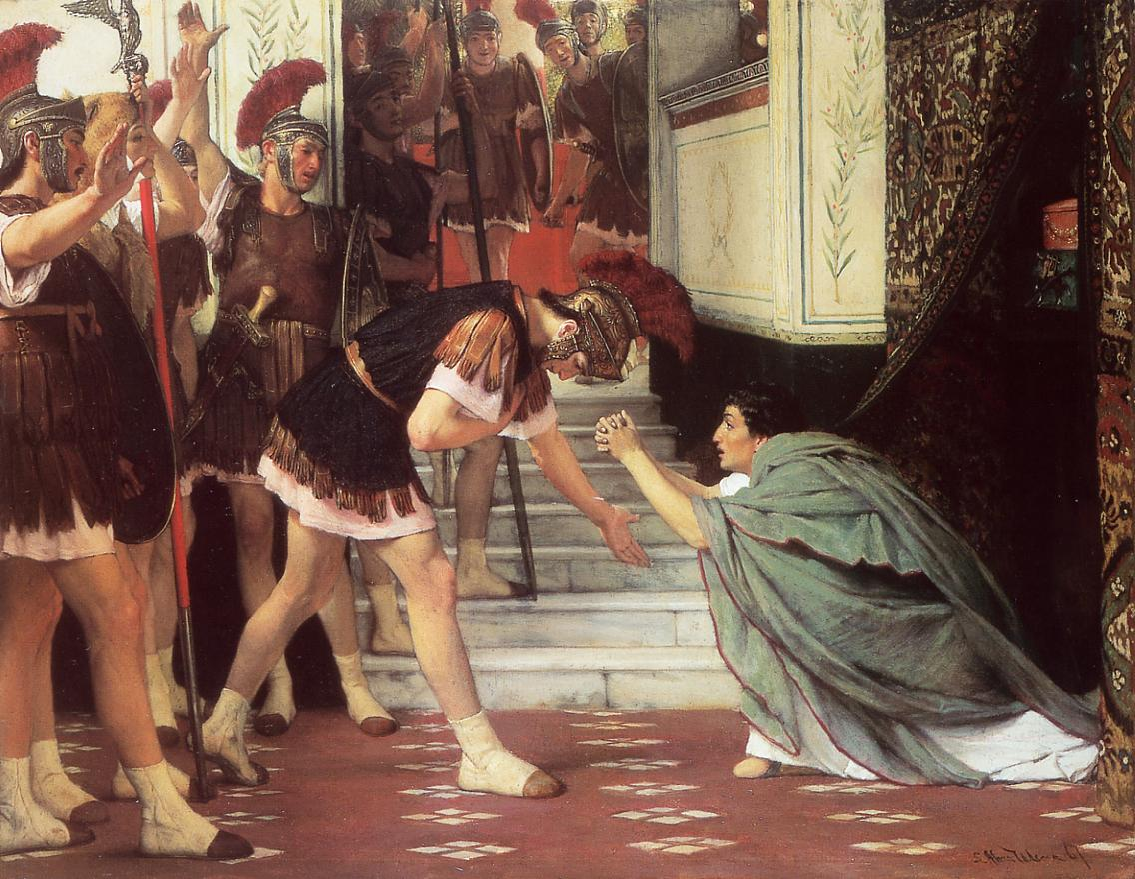
羅馬禁衛軍在皇宮殺死羅馬暴君卡利古拉後擁立他的叔叔克勞狄為皇帝的畫作。

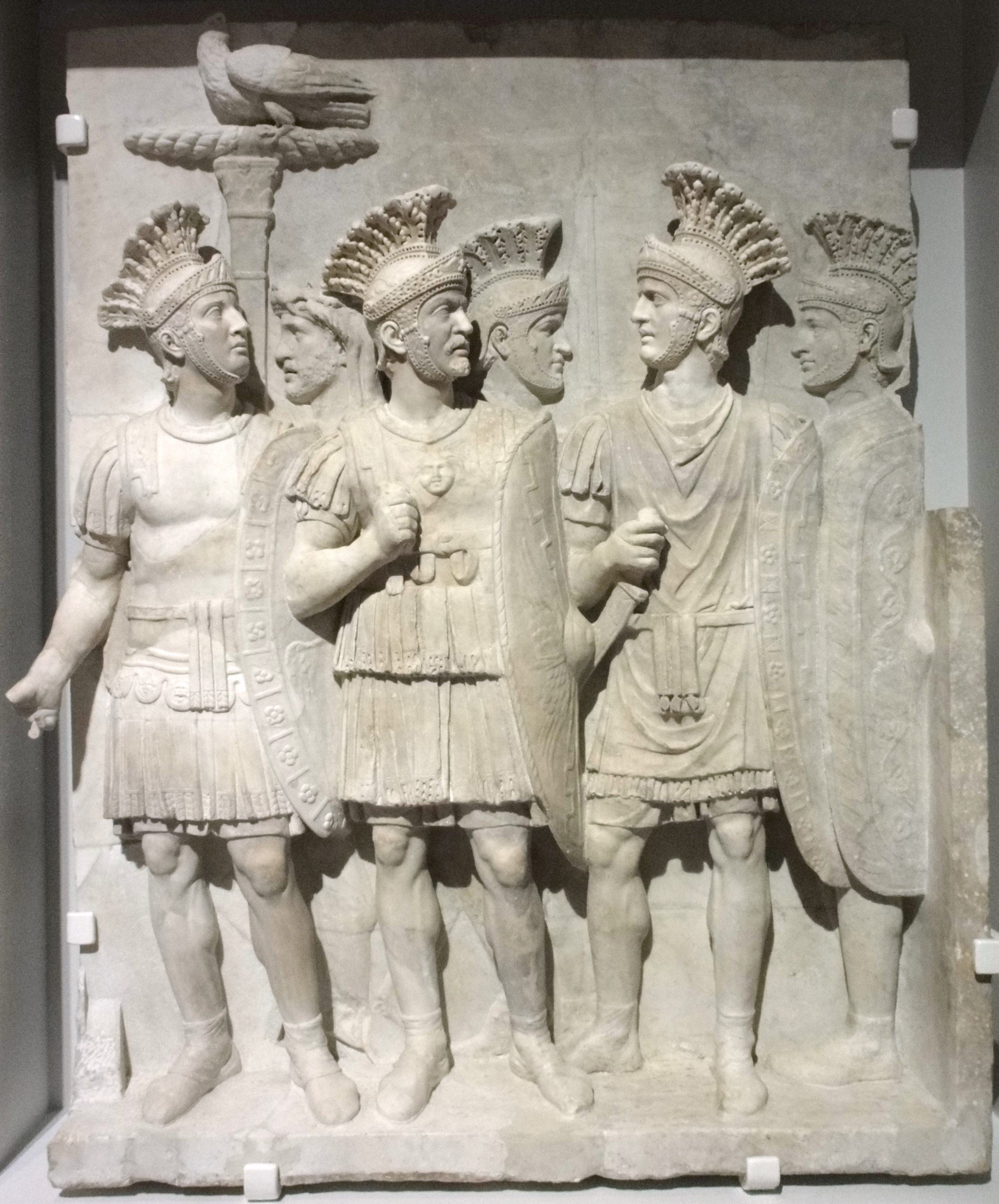
一群羅馬禁衛軍的塑像

罗马禁卫军（英語：Praetorian Guard）是直属于罗马皇帝的护卫部队，禁卫军此名称至少在罗马共和国时期就得到使用，当时的作用是保护罗马将军。到了帝國時期直屬羅馬皇帝，專責保護皇帝及其皇室成員，由禁衛軍長官（或稱「近衛總長」）領導。皇帝卡利古拉被弒殺後，禁衛軍開始長期掌控羅馬皇帝的廢立權。公元4世纪，罗马禁卫军被君士坦丁大帝解散。原近衛總長的職權被分散為掌管軍務的军队元帅和掌管中央民政部门的行政总理官負責。
1. ↑  . www.sohu.com.   [2025-03-29].